# Запис јасен код цркве (Ресник)
Запис јасен код цркве (Ресник) се налази на парцели чији је власник Црквена општина Ресничка.

## Локација
| Општина             | Крагујевац                                                                  |
| Катастарска општина | Ресник                                                                      |
| Потес               | Шумица                                                                      |
| Координате          | 44° 06′ 44″ С; 20° 56′ 27″ И / 44.112200000000001° С; 20.940799999999999° И |
| Надморска висина    | 0m                                                                          |

## Карактеристике
Дендрометријске вредности утврђене на терену и сателитским снимцима:
| Стабло                     | Јасен |
| Висина стабла              | m     |
| Обим дебла                 | m     |
| Пречник крошње             | 8m    |
| Пречник дебла              | m     |
| Висина дебла до прве гране | m     |

## База записа
Запис је у оквиру Викимедија пројекта "Запис - Свето дрво" заведен под редним бројем 0552.